# Muhlenbergia rigida
Muhlenbergia rigida là một loài thực vật có hoa trong họ Hòa thảo. Loài này được (Kunth) Kunth mô tả khoa học lần đầu tiên vào năm 1829.